# Aversa (Wein)
Unter der Bezeichnung Aversa DOC werden italienische trockene Weißweine sowie Schaumweine (Spumante) in der Region Kampanien hergestellt. Seit 1993 besitzen die Weine den Status einer „kontrollierten Herkunftsbezeichnung“ (Denominazione di origine controllata – DOC), die zuletzt am 7. März 2014 aktualisiert wurde.

## Anbau
Die zugelassene Zone umfasst:
- in der Provinz Caserta die Gemeinden Aversa, Carinaro, Casal di Principe, Casaluce, Casapesenna, Cesa, Frignano, Gricignano di Aversa, Lusciano, Orta di Atella, Parete, San Cipriano d’Aversa, San Marcellino, Sant’Arpino, Succivo, Teverola, Trentola-Ducenta, Villa di Briano und Villa Literno
- in der Metropolitanstadt Neapel die Gemeinden Giugliano, Qualiano und Sant’Antimo.

## Erzeugung
Folgende Weintypen werden erzeugt:
- die trockenen Weißweine („Aversa Asprinio“) müssen zu mindestens 85 % aus der Rebsorte Asprinio Bianco bestehen. Höchstens 15 % andere weiße, nicht-aromatische Rebsorten, die für den Anbau in der Provinz Caserta oder in der Metropolitanstadt Neapel zugelassen sind, dürfen zugesetzt werden.
- die trockenen Schaumweine („Aversa Asprinio Spumante“) müssen zu 100 % aus Asprinio Bianco bestehen.

## Beschreibung
Laut der Denomination:

### Aversa Asprinio
- Farbe: mehr oder weniger starkes Strohgelb
- Geruch: intensiv, fruchtig, charakteristisch
- Geschmack: trocken, frisch, charakteristisch
- Alkoholgehalt: mindestens 10,5 Vol.-%
- Säuregehalt: mind. 6,0 g/l
- Trockenextrakt: mind. 15,0 g/l

### Aversa Asprinio Spumante
- Perlage: fein und anhaltend
- Farbe: mehr oder weniger intensiv strohgelb
- Geruch: fein, wohlriechend, charakteristisch
- Geschmack: trocken, frisch, charakteristisch
- Alkoholgehalt: mindestens 11,0 Vol.-%
- Säuregehalt: mind. 7,0 g/l
- Trockenextrakt: mind. 15,0 g/l